# Potok-Stany Kolonia
Potok-Stany Kolonia (prononciation : [ˈpɔtɔk ˈstanɨ kɔˈlɔɲa]) est un village polonais de la gmina de Potok Wielki dans le powiat de Janów Lubelski de la voïvodie de Lublin dans l'est de la Pologne.

## Histoire
En 1869, le domaine de Potok Stany Duże, propriété de la famille Pruszyński, a été vendu à de nouveaux propriétaires, qui en 1872 l’ont réparti entre plusieurs colons. L’année suivante, plusieurs colonies ont été créées. Les biens du manoir restants ont été vendus aux colons avant la fin du siècle. Au début du XXe siècle, il y avait une brasserie et un moulin.
De 1975 à 1998, le village est attaché administrativement à la voïvodie de Tarnobrzeg.

Depuis 1999, il fait partie de la voïvodie de Lublin.